# Stefan Tönz
Stefan Tönz (* 1972) ist ein Schweizer Geiger und Jurist.

## Leben
Tönz hatte den ersten Violinunterricht im Alter von sieben Jahren bei Hanna Wieser. Später war er Schüler von Françoise und Sandor Zöldy, Herman Krebbers, dem Oistrach-Schüler Waleri Klimow und Nathan Milstein. Er erhielt Preise beim Concours international d’exécution musicale de Genève (CIEM-Genève) und bei Festivals in Wien und Florenz und trat dann mit Orchestern wie der Academy of St Martin in the Fields, dem Tonhalle Orchester Zürich, dem Rundfunk-Sinfonieorchester Berlin, dem Orchestre de la Suisse Romande, dem Orchestra della Svizzera italiana, mit den Symphonieorchestern von Basel, Bern, Luzern, St. Gallen, Biel und Winterthur, dem National Symphony Orchestra of Ireland, dem Stavanger Symphonie Orchestra und den Kammerorchestern von München, Zürich, Prag und Lausanne und unter Leitung von Dmitri Kitajenko, Christoph Poppen, Jonathan Nott, Mario Venzago, Gerhard Markson, Alexander Wedernikow, Eliahu Inbal, Armin Jordan, Kurt Masur und an anderer Dirigenten auf. Als Gast nahm er am Lucerne Festival, am Schleswig-Holstein-Musikfestival, am Stavanger Kammermusikfestival sowie am Festival de Musica de Canarias teil.
Als Kammermusiker arbeitete Tönz u. a. mit den Cellisten Truls Mørk, Christian Poltern, Sol Gabetta und Jan-Eric Gustafsson, den Bratschisten Lars Anders Tomter und Christoph Schiller, den Pianisten Stephen Bishop Kovacevich und Oliver Triendi, den Klarinettisten Charles Neidich und Eduard Brunner sowie dem Trompeter Immanuel Richter zusammen. Häufig tritt er auch mit dem Pianisten Oliver Schnyder auf. 1998 veröffentlichte er seine Debüt-CD mit Camille Saint-Saëns’ drittem Violinkonzert unter Leitung von Neville Marriner. Auf weiteren CDs spielte er Kompositionen von Felix Mendelssohn Bartholdy, Kurt Weill, Egon Wellesz, Rudi Stephan, August Pott, Ernst Toch, Karl Amadeus Hartmann und von David Philip Hefti, der ihm sein Violinkonzert Arepo und das Duo für Violine und Trompete Dedicatio widmete.
Daneben absolvierte Tönz ein Jurastudium. Er war von 2004 bis 2006 Assistent an der rechtswissenschaftlichen Fakultät der Universität Zürich und dann bis 2007 Praktikant (Auditor) am Bezirksgericht Zürich. Nach Tätigkeiten in den Rechtsabteilungen einer Schweizer Bankengruppe und als Anwalt in Kanzleien für Bau- und Immobilienrecht gründete er 2023 eine eigene Anwaltskanzlei.